# والاس بلیس
والاس بلیس (انگلیسی: Wallace Bliss؛ 1871 – ۱۹۵۱ (۷۹−۸۰ سال)) بازیکن فوتبال بود.
از باشگاه‌هایی که در آن بازی کرده‌است می‌توان به باشگاه فوتبال پورت ویل اشاره کرد.